# 北俄羅斯平原

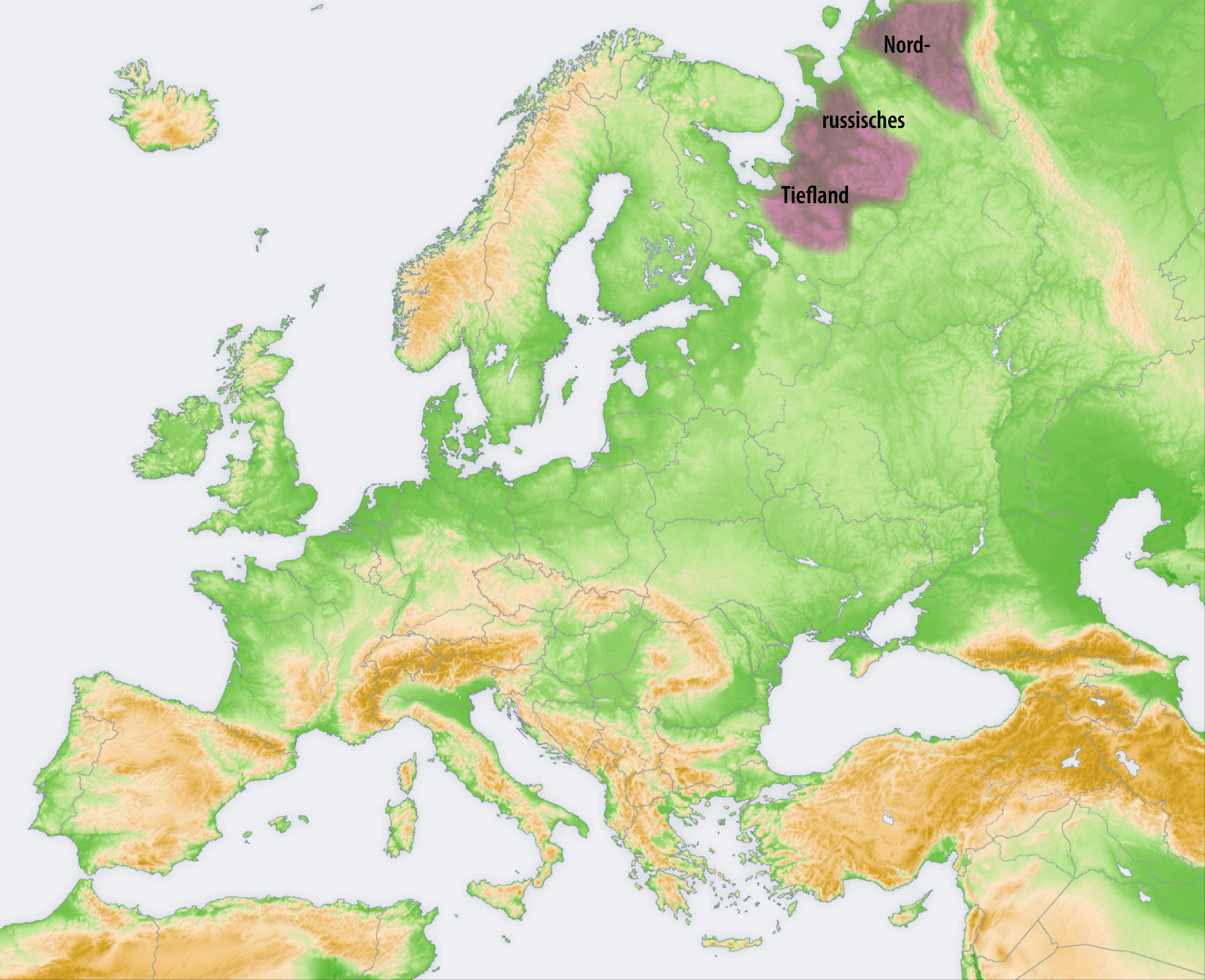

北俄羅斯平原是俄羅斯的平原，屬於東歐平原的一部分，北臨巴倫支海和北冰洋，平均海拔高度350至400米，該地區的城市有阿爾漢格爾斯克和北德文斯克。